# Phil Norgate
Phil Norgate (* 15. September 1961) ist ein ehemaliger britischer Mittelstreckenläufer, der sich auf die 800-Meter-Distanz spezialisiert hat.

## Sportliche Laufbahn
Phil Norgate bestritt nur einen internationalen Meisterschaftseinsatz, als er 1984 bei den Halleneuropameisterschaften in Göteborg in 1:48,39 min die Bronzemedaille über 800 Meter hinter dem Italiener Donato Sabia und André Lavie aus Frankreich gewann. 

## Persönliche Bestzeiten
- 800 Meter: 1:47,04 min, 25. Juli 1982 in London
  - 800 Meter (Halle): 1:48,39 min, 4. März 1984 in Göteborg